# The Valet
The Valet (bra: Casal de Fachada; prt: O Valet) é um filme americano de comédia romântica dirigido por Richard Wong a partir de um roteiro de Rob Greenberg e Bob Fisher. É um remake do filme francês La Doublure (2006) de Francis Veber. É estrelado por Eugenio Derbez, Samara Weaving, Ravi Patel, Amaury Nolasco, John Pirruccello, Max Greenfield, Betsy Brandt, Marisol Nichols e Carmen Salinas. Foi lançado no Hulu em 20 de maio de 2022.

## Premissa
Uma estrela de cinema contrata um manobrista de estacionamento em um restaurante de Beverly Hills para se passar por seu amante para cobrir seu relacionamento com um homem casado.

## Elenco
- Eugenio Derbez como Antonio
- Samara Weaving como Olivia
- Ravi Patel como Kapoor
- Amaury Nolasco como Benny
- John Pirruccello como Stegman
- Max Greenfield como Vincent Royce
- Betsy Brandt como Kathryn Royce
- Marisol Nichols como Isabel
- Carmen Salinas como Cecilia
- Noemi Gonzalez como Clara
- Tiana Okoye como Amanda
- Diany Rodriguez como Natalie
- Armando Hernández
- Carlos Santos
- Milena Rivero[6]

## Produção
Em setembro de 2014, foi anunciado que Eugenio Derbez iria estrelar e produzir um remake do filme francês La Doublure de Francis Veber, com a Pantelion Films definida para produzir e a Lionsgate definida para distribuir. Em março de 2021, foi anunciado que Samara Weaving havia se juntado ao elenco do filme, com Richard Wong definido para dirigir a partir de um roteiro de Rob Greenberg e Bob Fisher. Em abril de 2021, Ravi Patel, Amaury Nolasco e John Pirruccelo se juntaram ao elenco do filme. Em maio de 2021, Max Greenfield, Betsy Brandt, Marisol Nichols e Carmen Salinas se juntaram ao elenco do filme, com a fotografia principal começando em Atlanta, Geórgia. Mais tarde naquele mês, Noemi Gonzalez, Tiana Okoye, Diany Rodriguez, Armando Hernández e Carlos Santos foram escalados.

## Lançamento
Em julho de 2021, o Hulu adquiriu os direitos de distribuição do filme nos EUA, com o Disney+ definido para distribuir internacionalmente através do hub de conteúdo Star e o Star+ na América Latina. O filme foi lançado em 20 de maio de 2022.